# 叱姓
叱姓，一個中國姓氏，人數較少，現在多聚居於中國陝西蒲城縣。

## 來源
该姓來源於中國古代鲜卑族叱干氏，可能是在北魏孝文帝时所改。